# Зал славы канадской музыки
Зал славы канадской музыки (англ. The Canadian Music Hall of Fame) основан в 1976 году Канадской Академией искусства и науки звукозаписи. Цель учреждения зала славы — увековечение отдельных людей и групп, сыгравших выдающуюся роль в международном признании канадских музыкантов и музыки.
Церемония принятия новых членов в Зал славы канадской музыки приурочена к ежегодной церемонии вручения премий «Джуно». Зал славы долгое время являлся практически виртуальным, будучи представлен только фотографиями на стене Академии искусства и науки звукозаписи. В 2005 году было сообщено, что к 2007 году постоянная экспозиция Зала славы откроется в торгово-развлекательном центре «Метрополис». Позже строительство комплекса было заморожено.
В 2011 году было объявлено, что к 2014 году у Зала славы появится постоянное помещение в Калгари (Альберта), где будут собраны важные экспонаты, рассказывающие историю членов Зала славы и культурного наследия Канады. В итоге Зал славы был открыт в 2016 году в новом комплексе Национального музыкального центра в Калгари, известном как Studio Bell.

## Список членов
- 1978 — Гай Ломбардо (посмертно), Оскар Питерсон
- 1979 — Хэнк Сноу
- 1980 — Пол Анка
- 1981 — Джони Митчелл
- 1982 — Нил Янг
- 1983 — Гленн Гулд
- 1984 — The Crewcuts, The Diamonds, The Four Lads[англ.]
- 1985 — Уилф Картер
- 1986 — Гордон Лайтфут
- 1987 — The Guess Who
- 1988 — нет
- 1989 — The Band
- 1990 — Морин Форрестер
- 1991 — Леонард Коэн
- 1992 — Ian & Sylvia
- 1993 — Энн Мюррей
- 1994 — Rush
- 1995 — Баффи Сент-Мари[Комм. 1]
- 1996 — Денни Доэрти, Джон Кэй, Дэвид Клейтон-Томас, Доменик Трояно[англ.], Зал Яновски[англ.]
- 1997 — Ленни Бро[англ.], Мо Коффман[англ.], Роб Макконнелл[англ.], Мейнард Фергюсон, Джил Эванс
- 1998 — Дэвид Фостер
- 1999 — Люк Пламондон
- 2000 — Брюс Ферберн[англ.] (посмертно)
- 2001 — Брюс Кокберн
- 2002 — Даниэль Лануа
- 2003 — Том Кокран
- 2004 — Боб Эзрин
- 2005 — The Tragically Hip
- 2006 — Брайан Адамс
- 2007 — Боб Рок
- 2008 — Triumph
- 2009 — Loverboy
- 2010 — April Wine
- 2011 — Шанайя Твейн
- 2012 — Blue Rodeo, The Northern Pikes
- 2013 — k.d. lang
- 2014 — Bachman-Turner Overdrive
- 2015 — Аланис Мориссетт
- 2016 — Бертон Каммингс[англ.]
- 2017 — Сара Маклахлан
- 2018 — Barenaked Ladies, Стивен Пейдж[англ.]
- 2019 — Кори Харт, Энди Ким, Бобби Кертола[англ.], Chilliwack[англ.], Cowboy Junkies
- 2021 — Дженн Арден
- 2022 — Дебора Кокс
- 2023 — Nickelback, Trooper[англ.], Терри Кларк, Оливер Джонс, Диана Дюфрен
- 2024 — Maestro Fresh Wes[англ.]

## Комментарии
1. ↑  В 2025 году Баффи Сент-Мари была исключена из числа членов Зала славы[4].